# Kleiner Langschwanz-Kleintenrek
Der Kleine Langschwanz-Kleintenrek oder Kleine Langschwanztanrek (Microgale longicaudata) ist eine Säugetierart aus der Gattung der Kleintenreks innerhalb der Familie der Tenreks. Er bewohnt die tropischen Regenwälder des östlichen Madagaskar und kommt dort von den unteren bis in die höheren Gebirgslagen vor. Charakteristisch für die Tiere ist wie für andere Kleintenreks auch der spindelförmige Körper mit den kräftigen Gliedmaßen und der langschmale, spitz endende Kopf. Der Schwanz übertrifft die Länge des restlichen Körpers um bis das Doppelte. Dieser fungiert als Greiforgan, mit dem sich die Tiere im Geäst festhalten können. Auch weitere anatomische Merkmale wie der vergrößerte Hinterfuß deuten auf eine teils baumkletternde Fortbewegung hin. Die Aktivitäten finden meistens nachts statt, die Ernährung basiert auf Insekten. Ansonsten ist über die Lebensweise des Kleinen Langschwanz-Kleintenreks nur wenig bekannt. Er wurde im Jahr 1882 wissenschaftlich beschrieben. Teilweise schloss die Art im Laufe der Forschungsgeschichte auch einige andere langschwänzige Kleintenreks mit ein. Der Bestand gilt heute als ungefährdet.

## Merkmale

### Habitus
Der Kleine Langschwanz-Kleintenrek ist ein kleiner Vertreter der Kleintenreks, er ähnelt dem Major-Langschwanz-Kleintenrek (Microgale majori) und dem Großen Langschwanz-Kleintenrek (Microgale principula), bezüglich der Größe steht er vermittelnd zwischen beiden. Nach Untersuchungen von vier Individuen aus dem Anosyenne-Gebirge im Südosten von Madagaskar beträgt die Kopf-Rumpf-Länge 6,2 bis 6,6 cm, der Schwanz wird 12,8 bis 15,1 cm lang, das Körpergewicht variiert von 5,7 bis 7,8 g. Weitere vier analysierte Individuen vom Marojejy- und vom Anjanaharibe-Massiv im Nordosten der Insel wiesen eine Körperlänge von 6,8 bis 7,4 cm, eine Schwanzlänge von 14,5 bis 15,1 cm und ein Gewicht von 7,5 bis 9,5 g auf. Prinzipiell ähnelt der Kleine Langschwanz-Kleintenrek den anderen Angehörigen seiner Gattung und verfügt wie diese über einen spindelförmigen Körper mit kurzen und kräftigen Gliedmaßen sowie einen langschmalen, an der Schnauze spitz endenden Kopf. Die Ohren sind relativ groß und messen zwischen 14 und 17 mm in der Länge. Das Rückenfell zeigt sich rötlich braun gefärbt, auf der Unterseite dominieren dagegen graue Farbtöne durchmischt mit einem hellen rötlichen Gelbbraun oder mit gelblich braunen Einwaschungen. Der Schwanz ist außerordentlich lang und kann den restlichen Körper um mehr als das Doppelte an Länge übertreffen. Er wird von einem kurzhaarigen Fell bedeckt, das wiederum die schuppige Hautstruktur überlagert. Auffällig ist hier eine nackte Stelle an der Unterseite der Schwanzspitze, die sich auf einer Länge von etwa 11 mm ausdehnt und zudem quer verlaufende Faltungen aufweist. Die Hände und Füße besitzen jeweils fünf Strahlen, die kräftige Krallen tragen. Am Hinterfuß ist der fünfte (äußere) Strahl verlängert und wird in etwa so lang wie der zweite Strahl. Die Länge des gesamten Hinterfußes variiert von 12 bis 18 mm. Weibchen besitzen ein Paar an Zitzen in der Brust-, zwischen null und zwei in der Bauch- und zwei in der Leistengegend.

### Schädel- und Gebissmerkmale
Der Schädel ist insgesamt relativ klein. Seine größte Länge beträgt 18,7 bis 21,5 mm, die größte Breite am Hirnschädel variiert zwischen 8,4 und 9,6 mm. Das Rostrum ist moderat kurz, der hintere Schädelbereich eher lang und niedrig. Die Jochbögen sind wie bei allen Tenreks nicht geschlossen. Das Gebiss setzt sich aus 40 Zähnen zusammen, die Zahnformel lautet: {\displaystyle {\frac {3.1.3.3}{3.1.3.3}}}. In der oberen Zahnreihe bestehen kurze Diastemata zwischen den beiden ersten Schneidezähnen und beidseitig des Eckzahns und des ersten Prämolaren (P2). Der Eckzahn wird etwa genauso hoch wie der innerste Schneidezahn oder übertrifft diesen, am zweiten Schneidezahn, am Eckzahn und am ersten Prämolaren sind jeweils zusätzliche Höckerchen im vorderen und hinteren Abschnitt der Zahnkrone ausgebildet. Der letzte Prämolar übertrifft den vorangehenden nur wenig an Höhe. Im Unterkiefer hat der vorderste Prämolar die Form eines Eckzahns (caniniform). Die Molaren entsprechen mit ihrem zalambdodonten Kauflächenmuster bestehend aus drei Haupthöckerchen denen der anderen Kleintenreks. Der letzte Mahlzahn im Oberkiefer ist in seiner Größe reduziert. Die gesamte obere Zahnreihe wird 8,7 bis 10,4 mm lang.

## Verbreitung

Verbreitung des Kleinen Langschwanz-Kleintenreks mit Darstellung einzelner weiterer Nachweisgebiete (Kreuze)

Der Kleine Langschwanz-Kleintenrek kommt endemisch in Madagaskar vor und bewohnt vor allem die östlichen Landesteile. Zu den herausragenden Fundpunkte im Norden des Inselstaates gehören unter anderem die Montagne d’Ambre, die Bergmassive von Anjanaharibe und Marojejy sowie das die beiden letztgenannten verbindende Waldgebiet von Ambolokopatrika und das sich weiter südlich anschließende Waldgebiet von Makira, alle in der Provinz Antsiranana gelegen. Zusätzlich stammen Nachweise vom Tsaratanana-Massiv in der Provinz Mahajanga, das Bergmassiv schließt mit dem Maromokotro die höchste Erhebung der Insel ein. Im zentralen Inselteil sind die Tiere etwa am Ankaratra-Massiv südwestlich und im Waldgebiet von Tsinjoarivo südlich von Antananarivo belegt, weiterhin auch im Waldgebiet von Ambohitantely nördlich der madagassischen Hauptstadt; alle drei Fundgebiete befinden sich in der Provinz Antananarivo. Darüber hinaus stellen die Waldgebiete von Ambatovy-Analamay-Torotorofotsy in der Provinz Toamasina und von Ankazomivady sowie von Ranomafana in der Provinz Fianarantsoa weitere wichtige Fundlokalitäten dar, ebenso wie der Waldkorridor von Anjozorobe-Angavo im Grenzgebiet der Provinzen Toamasina und Antananarivo. Im Süden ist vor allem das Anosyenne-Gebirge in der Provinz Toliara hervorzuheben. Abseits dieses Verbreitungsgebietes wurden Tiere auch im Waldgebiet von Kirindy im westlichen Madagaskar ebenfalls in der Provinz Toliara beobachtet. Die Tiere bewohnen hauptsächlich tropische Regenwälder, nur im westlichen Madagaskar sind sie zudem in trockeneren, laubwerfenden Wäldern anzutreffen. Teilweise dringen sie aber auch in Waldgebiete mit leichter menschlicher Beeinflussung vor. Sie sind dabei in den unteren bis höheren Gebirgsstufen anwesend, die Höhenverbreitung reicht von 530 bis 2500 m. Besonders in höheren Lagen können sie recht häufig auftreten. An zahlreichen Fundpunkten kommt der Kleine Langschwanz-Kleintenrek mit anderen langschwänzigen Gattungsmitgliedern sympatrisch vor.

## Lebensweise
Die Lebensweise des Kleinen Langschwanz-Kleintenreks ist weitgehend unerforscht. Die Tiere bewohnen überwiegend dichte Wälder. Aufgrund einiger anatomischer Merkmale wie dem ausgesprochen langen Schwanz mit seiner nackten Spitze oder dem verlängerten Hinterfuß, vor allem die äußere Zehe, wurde schon seit dem Beginn des 20. Jahrhunderts eine teils baumkletternde Lebensweise (scansorial) angenommen, direkte Nachweise dafür gab es lange Zeit nicht. Ein Großteil der Beobachtungen der Tiere erfolgte direkt am Boden, so dass davon auszugehen war, dass sie zumindest einen Teil ihrer Zeit dort verbringen. Eher selten wurden einzelne Individuen in Höhen von 1 bis 2,5 m über dem Untergrund gesichtet. Dass der Schwanz tatsächlich auch als Greifschwanz fungiert, konnte erst Mitte der 1990er Jahre bei Feldforschungen am Anjanaharibe-Massiv belegt werden; dabei hielt sich ein Tier wenigstens 10 Sekunden nur mit der Schwanzspitze im Geäst fest. Nach Untersuchungen von Individuen aus dem Kirindy-Waldgebiet bewegen sich die Tiere bei ihren Streifzügen sowohl am Boden als auch in den Bäumen vorwärts. Zudem sind sie nachtaktiv, ihre Aktivitäten starten zwischen 18:30 und 19:00 Uhr. Den Tag verbringen sie in einem Nest von rund 5 cm Durchmesser im Blätterabfall am Boden, nach der Nahrungsaufnahme ruhen sie auch teilweise auf Ästen. Isotopenuntersuchungen an Tieren aus dem Waldgebiet von Tsinjoarivo geben an, dass sich der Kleine Langschwanz-Kleintenrek überwiegend von Insekten ernährt. Bisher untersuchte Mageninhalte aus dem östlichen Madagaskar enthielten hauptsächlich Reste von Heuschrecken und anderen Gliederfüßern. Gefangene Tiere verzehrten Beutetiere bis zu 6 cm Länge. Auch zur Fortpflanzung liegen kaum Daten vor, milchgebende Weibchen wurden bisher nur im Zeitraum von Oktober bis Dezember gesichtet. Einen möglichen Beutegreifer stellt die Fanaloka dar. Als äußere Parasiten konnten bisher Flöhe der Gattungen Paractenopsyllus und Synopsyllus sowie Zecken der Gattung Ixodes diagnostiziert werden, während der Einzeller Eimeria zu den inneren zählt.

## Systematik
Der Kleine Langschwanz-Kleintenrek ist eine Art aus der Gattung der Kleintenreks (Microgale) innerhalb der Familie der Tenreks (Tenrecidae). Die Kleintenreks gehören außerdem zur Unterfamilie der Reistenreks (Oryzorictinae), in die auch die Reiswühler (Oryzorictes) und die Vertreter der Gattung Nesogale gestellt werden. Sie sind mit mehr als 20 Arten das formenreichste Mitglied der Tenreks, einigen morphologischen Merkmalen zufolge bilden sie einen eher ursprünglichen Zweig innerhalb der Familie. Laut molekulargenetischen Analysen entstand die Gattung bereits im Unteren Miozän vor etwa 16,8 Millionen Jahren und diversifizierte sich in der Folgezeit sehr stark. Die heutigen Vertreter zeigen Anpassungen an verschiedene Lebensweisen, so kommen teils unterirdisch grabende, oberirdisch lebende beziehungsweise baumkletternde und wasserbewohnende Formen vor. Ein überwiegender Teil der Kleintenreks besiedelt die feuchten Wälder des östlichen Madagaskars, einige wenige Arten sind dagegen auch in den trockeneren Landschaften des westlichen Inselteils anzutreffen. Innerhalb der Gattung können sowohl morphologisch als auch genetisch verschiedene Verwandtschaftsgruppen nachgewiesen werden. So wurde bereits sehr früh aufgrund des langen Schwanzes eine nähere Verwandtschaft der langschwänzigen Kleintenreks zueinander angenommen, was die genetischen Daten unterstützen. Aus letzterer Sicht bildet der Jenkins-Kleintenrek (Microgale jenkinsae) den nächsten Verwandten des Kleinen Langschwanz-Kleintenreks.
Unterarten des Kleinen Langschwanz-Kleintenreks sind nicht bekannt. In der Andrahomana-Höhle südwestlich von Tolagnaro im äußersten Südosten von Madagaskar wurden einzelne subfossile Funde beschrieben. Die Höhle ist in die Eolianit-Aufschlüsse der Steilküste eingebettet und liegt in einem Übergangsbereich von den Trockengebieten des westlichen zu den Feuchtlandschaften des östlichen Inselteils. Sie wird schon seit dem Ende des 19. Jahrhunderts untersucht, das ungemein reichhaltige Fossilmaterial deckt den Zeitraum der letzten 8700 Jahre ab. Neben dem Kleinen Langschwanz-Kleintenrek kommen auch Reste anderer Vertreter der Gattung vor, etwa vom Kurzschwanz- (Microgale brevicaudata) oder der Gnomkleintenrek (Microgale pusilla) sowie von der ausgestorbenen Form Microgale macpheei. Die Region gehört nicht zum unmittelbaren Verbreitungsgebiet des Kleinen Langschwanz-Kleintenreks.
Die wissenschaftliche Erstbeschreibung des Kleinen Langschwanz-Kleintenreks führte Oldfield Thomas im Jahr 1882 durch. Er verwendete dafür 39 Individuen, die im Zeitraum von Februar bis März des Jahres 1880 von W. Deans Cowan im Waldgebiet von Ankafina im zentral-östlichen Madagaskar aufgesammelt worden waren. Ankafina stellt einen rund 1600 m hohen Bergrücken dar, der sich etwa 10 km südlich von Ambohimahasia erhebt, die Region bildet das Typusgebiet der Art. Den Artzusatz longicaudata (lateinisch longus für „lang“ und cauda für „Schwanz“) vergab Thomas im Bezug auf den charakteristischen Schwanz. Innerhalb der Fundserie aus 39 Individuen hoben sich zwei durch ihren durchschnittlich größeren Körperbau heraus. Darunter befindet sich auch der Holotyp der Art, der ein ausgewachsenes Weibchen von 6,7 cm Körperlänge und 15,8 cm Schwanzlänge bei einer Gesamtlänge von 22,5 cm umfasst. Einige Jahre später begutachtete Charles Immanuel Forsyth Major die Fundserie und vermutete, dass diese wohl verschiedene Arten einschließe. Daraufhin trennte Thomas im Jahr 1918 die 37 kleineren Individuen ab und beschrieb sie als Major-Langschwanz-Kleintenrek (Microgale majori) neu. Acht Jahre darauf führte Thomas noch den Großen Langschwanz-Kleintenrek (Microgale principula) anhand eines Individuums aus der Nähe von Midongy im südöstlichen Madagaskar ein.
In der Folgezeit wurde das verwandtschaftliche Verhältnis der drei Arten zueinander unterschiedlich bewertet. So fasste Terence Morrison-Scott im Jahr 1948 die beiden später beschriebenen Formen als Unterarten des Kleinen Langschwanz-Kleintenreks auf. Dagegen erkannte Henri Heim de Balsac Anfang der 1970er Jahre zwar den Major-Langschwanz-Kleintenrek als eigenständige Art an, nicht jedoch den Großen Langschwanz-Kleintenrek. In seiner generellen Revision der Gattung Microgale aus dem Jahr 1987 stufte Ross D. E. MacPhee den Major-Langschwanz-Kleintenrek wiederum als synonym zum Kleinen Langschwanz-Kleintenrek ein, wogegen er den Großen Langschwanz-Kleintenrek als unabhängige Art führte. Genetische Untersuchungen aus dem Jahr 2004, welche sich ausschließlich den langschwänzigen Kleintenreks widmeten, konnten allerdings alle drei Vertreter gut voneinander absetzen, was durch weitere, weitaus umfangreichere DNA-Analysen aus dem Jahr 2016 bestätigt wird. Dem gegenüber vermochten im Jahr 2007 vorgestellte Chromosomenuntersuchungen nicht zwischen dem Major- und dem Kleinen Langschwanz-Kleintenrek zu unterscheiden, da beide Arten cytogenetisch identisch sind, der Große Langschwanz-Kleintenrek bildet darin die Schwesterform von letzterem.
Im Jahr 1937 beschrieb Guillaume Grandidier zwei Individuen aus der Umgebung von Antsiranana (de la région de Diego-Suarez) im äußersten Norden von Madagaskar unter der Bezeichnung Microgale prolixacaudata. Das Typusexemplar wies bei einer Körperlänge von 5,1 cm einen Schwanz von 13,0 cm Länge auf. Im äußeren Erscheinungsbild etwa im Bezug auf die Fellfarbe und den Dimensionen des Schwanzes ähnelten die Tiere dem Kleinen Langschwanz-Kleintenrek, allerdings gab es Unterschiede im Schädel- und Gebissbau. Wie bei longicaudata bezieht sich der Artname prolixacaudata (vom lateinischen Wort prolixus für „lang“) auf den ausgedehnten Schwanz. Heim de Balsac bestätigte später, im Jahr 1972, die Eigenständigkeit der Form (wobei er konsequent die Bezeichnung Microgale amplexicaudata gebrauchte). Dem widersprach jedoch MacPhee 1987, da er die beiden Individuen von Microgale prolixacaudata als Jungtiere des Kleinen Langschwanz-Kleintenrek betrachtete. Folglich synonymisierte er Microgale prolixacaudata mit Microgale longicaudata. Die bereits erwähnten genetischen Untersuchungen aus dem Jahr 2004 konnten innerhalb des weiten Verbreitungsgebietes des Kleinen Langschwanz-Kleintenreks eine nördliche Klade abtrennen, welche Tiere aus der Montagne d’Ambre, dem Anjanaharibe-Massiv, dem Marojejy-Massiv und von Monangarivo einschließt. Da innerhalb dieses geographisch eng umrissenen Gebietes mit Ausnahme der beiden letztgenannten Bergmassive keine weiteren Haplotypen nachgewiesen werden konnten und die Montagne d’Ambre das vermutliche Herkunftsgebiet der beiden beschriebenen Individuen von Microgale prolixacaudata darstellen, schlussfolgerten die Autoren, dass es sich möglicherweise doch um eine eigenständige Art handelt. Sie unterließen es jedoch, Microgale prolixacaudata auf Artebene zu heben, da das Typusmaterial von Grandidier bisher nicht in die Untersuchungen einbezogen worden war. Einige Wissenschaftler allerdings betrachten Microgale prolixacaudata seitdem wieder als unabhängige Art.

## Bedrohung und Schutz
Der Bestand des Kleinen Langschwanz-Kleintenreks wird von der IUCN als „nicht bedroht“ (least concern) eingestuft. Gründe hierfür liegen in der weiten Verbreitung der Art und der dadurch angenommenen großen Population. Größere Bedrohungen sind nicht bekannt, allerdings haben der Verlust an geeignetem Lebensraum durch Umwandlung von Wäldern in landwirtschaftliche Nutzflächen, Holzeinschlag zur Entnahme von Baumaterialien oder Feuersbrünste einen gewissen Einfluss. Die Tiere sind in mehreren Naturschutzgebieten vertreten, hierzu zählen der Nationalpark Montagne d’Ambre, der Nationalpark Marojejy, der Nationalpark Mantadia Andisibe, der Nationalpark Ranomafana und der Nationalpark Andohahela. Die im Norden gelegenen Schutzgebiete schließen dabei auch die Form Microgale prolixacaudata mit ein. Für einen nachhaltigeren Schutz des Kleinen Langschwanz-Kleintenreks sind weiteren Feldstudien zur Biologie und Ökologie notwendig, zudem bedarf es auch einer Klärung der taxonomischen Beziehungen zum Major- und zum Großen Langschwanz-Kleintenrek, um unter anderem auch das genaue Verbreitungsgebiet der drei nahe verwandten Arten genauer umreißen zu können.